# Camponotus oetkeri
Camponotus oetkeri é uma espécie de inseto do gênero Camponotus, pertencente à família Formicidae.